# Persé
Pour l’article ayant un titre homophone, voir Persée (homonymie).
Dans la mythologie grecque, Persé ou Perséis est l'une des trois mille Océanides, fille d'Océan et de Téthys.
Elle est l'épouse d'Hélios (le Soleil) dont elle aurait eu plusieurs enfants : Éétès, Circé, Persès et Pasiphaé (cette dernière n'est pas citée par Hésiode).

### Sources antiques
- Pseudo-Apollodore, Bibliothèque [détail des éditions] [lire en ligne] (I, 9, 1 ; III, 1, 2).
- Cicéron, De natura deorum [détail des éditions] [lire en ligne] (III, 48).
- Hésiode, Théogonie [détail des éditions] [lire en ligne] (v. 350 et 956).